# Alexander van der Capellen

Familiewapen Van der Capellen

Alexander van der Capellen (Arnhem, ca. 1590/1600 - Dordrecht, 8 juli 1656), heer van Aartsbergen, heer van de Boedelhof en Mervelt, was een Nederlandse bestuurder en richter van Doesburg.

## Familie
Van der Capellen was lid van het geslacht Van der Capellen en een zoon van Gerlach van der Capellen van Rijsselt en de Boedelhof en van Margareta Schimmelpenninck van der Oye . Hij trouwde 30 augustus 1626 op huis Abcoude met Amilia van Zuylen van Nyevelt vrouwe van Aartsbergen. Door dit huwelijk verkreeg hij de heerlijkheid en het slot 'sHeer-Aertsbergen bij Bergambt. Zij hadden twee zonen, Frederik (1629-1706) en Hendrik (1634-1662).
Havezate Mervelt lag bij Groenlo.

## Biografie
Alexander studeerde rechtswetenschap, geschiedenis en Arabisch aan de Universiteit van Leiden. Hij reisde door Frankrijk. Hij vervulde diverse generaliteitsfuncties. Vanaf 1635 was hij de vertrouwde raadsman van prins Frederik Hendrik. Na de dood van Willem II verloor hij zijn invloed.
In 1621 werd hij eigenaar van de havezate De Boedelhof. Het huis was in 1583 door de Spaansen verwoest. In 1638 betrok hij met zijn gezin een op dezelfde plek door hem nieuw gebouwd huis. Het dankgebed dat hij op 9 september 1638 uitsprak, de ochtend nadat hij de eerste nacht op De Boedelhof had doorgebracht, is bewaard gebleven in het familiearchief. 
Alexander van der Capellen overleed in 1656 terwijl hij onderweg was naar 's Heer-Aartsbergen. Hij werd begraven in de kapel van Aertsbergen.
Zijn memoires werden in 1777 door zijn nazaat, Robert Jasper van der Capellen, gepubliceerd.